# Lempholemma radiatum
Lempholemma radiatum är en lavart som först beskrevs av Sommerf., och fick sitt nu gällande namn av Henssen. Lempholemma radiatum ingår i släktet Lempholemma och familjen Lichinaceae.  Arten är reproducerande i Sverige. Inga underarter finns listade i Catalogue of Life.